# Wadih Khazen
 (mars 2022).
Améliorez-le ou discutez des points à vérifier. 
Wadih El Khazen (arabe:وديع الخازن) est un homme politique libanais né le 14 août 1945 à Baabdat-Metn Liban.
Après des études en administration des affaires à Beyrouth et Washington D.C. Il fonde et devient PDG de la société Intercredit Finance SAL, dont l'essentiel des activités est basé entre Beyrouth et Londres.
Entre 1967 et 1996, il siège au Comité exécutif du Bloc national de Raymond Eddé, il sera élu commissaire aux affaires intérieures. Il quitte ce parti et se rapproche de son ami d’enfance Le Président Émile Lahoud dont il devient un proche conseiller.
Le 18 février 2005, quatre jours après l’assassinat de Rafiq Hariri, et à la suite de la démission de Farid Haykal Khazen, il est nommé ministre du Tourisme au sein du gouvernement de Omar Karamé. Il réussit à relancer les activités touristiques au Liban et forme un comité issu des hauts fonctionnaires du ministère pour accélérer la bonne marche des activités et festivals prévus.

## Origines de la famille
La famille Khazen (الخازن) est une des plus grandes familles du Liban. Les origines de la famille ont été localisées au Levant par tests ADN depuis l'ère antique. Maronite et traditionnellement francophiles, les Khazen sont anoblis par le Roi Louis XIV, qui leur attribue le titre de "Prince des Maronites". La famille fut connue pour la traduction de l'Évangile en Garshouni.

## Position Politique
(mars 2022).
Si vous disposez d'ouvrages ou d'articles de référence ou si vous connaissez des sites web de qualité traitant du thème abordé ici, merci de compléter l'article en donnant les références utiles à sa vérifiabilité et en les liant à la section « Notes et références ».
Wadih El Khazen est connue pour la défense de la chrétiénité machriquie..« orientale », il est parmi les défendeurs acharnés de la présence historique Chrétienne au Moyen-Orient spoliée par Rome.
Il est élu président du Conseil central Maronite en 2006